# Robert de Visée
Robert de Visée (getauft am 16. Oktober 1652 in La Flèche; † 15. Februar 1730 in Paris) war ein französischer Lautenist, Gitarrist, Theorbist, Gambenspieler, und Komponist am Hof Ludwigs XIV.

## Leben
Robert de Visée war der erste Sohn von Robert Visée, einem Instrumenten- und Gambenspieler, und Françoise Pingault. Er verlor 1662 beide Elternteile. Einige Jahre später kommt Robert de Visée nach Paris; er heiratet am 29. Oktober 1673 Catherine Servant. Um 1680 kam er als Kammermusiker an den Hof Ludwigs XIV., wo die Gitarre als Begleitinstrument für den höfischen Tanz in hohen Gunsten stand und neue Spieltechniken entwickelt wurden.
1682 veröffentlichte Robert de Visée sein erstes Buch mit Kompositionen für Gitarre Livre de Guitare, dedié au Roy. Auch das 1686 erschienene Livre de pièces pour la guitarre widmete er dem König, der sich jeden Abend von ihm vorspielen ließ. Er komponierte auch viele Stücke für Theorbe und Laute. Der Großteil davon ist im  Manuskript Saizenay von 1699 erhalten.
Ludwig XIV. beauftragte de Visée als Gitarrenlehrer für den Dauphin. Der offizielle Titel „Königlicher Gitarrenlehrer“ allerdings war dem spanischen Gitarristen Jourdan de la Salle vorbehalten. 1695 wurde de Visée „Königlicher Gitarrenspieler“ und 1709 Musiker im königlichen Kammerorchester.
1716 veröffentlichte er „Pièces de Theorbe et de luth mises en Partition Dessus et Baße“, eine Sammlung von Bearbeitungen seiner Theorben- und Lautenkompositionen für Oberstimme und Generalbass. Im Vorwort gibt er Aufschluss über die übliche Aufführungspraxis, nämlich mit Viola da Gamba, Violine und Cembalo.
Nach dem Tod von Jourdan de la Salle 1719 wurde de Visée dessen Nachfolger als „Königlicher Gitarrenlehrer“ mit einem Gehalt von 1200 Livres, das er jedoch erst später erhielt. Robert de Visée starb am 15. Februar 1730 in Paris, wo er seinen Sohn François als einzigen Erben hinterließ, wie aus einer notariellen Urkunde hervorgeht.

## Werke für Gitarre
Die Originale befinden sich in Bibliothèque Nationale in Paris.
Gitarrenbücher:
- Livre de Guitarre, dedié au Roy (1682)
  - Suite No. 1 in a-Moll (Prélude / Allemande / Courante / Sarabande / Gigue / Passacaille / Gavotte / Gavotte / Bourrée)
  - Suite No. 2 in A-Dur (Allemande / Courante / Sarabande)
  - Suite No. 3 in d-Moll (Prélude / Allemande / Courante / Courante / Sarabande / Sarabande / Gigue / Passacaille / Gavotte / Gavotte / Menuett Rondeau / Menuett Rondeau / Bourrée)
  - Suite No. 4 in g-Moll (Prélude / Allemande / Courante / Double de la Courante / Sarabande / Gigue / Menuett / Gavotte)
  - Suite No. 5 in G-Dur (Sarabande / Sarabande / Gigue)
  - Suite No. 6 in c-Moll (Prélude / Tombeau de Mr. Francisque Corbet / Courante / Sarabande / Sarabande en Rondeau / Gavotte)
  - Suite No. 7 in C-Dur (Prélude / Allemande / Courante / Sarabande / Gigue, a la Maniere Angloise / Gavotte / Menuett)
  - Chacone in F-Dur
  - Suite No. 8 in G-Dur (Prélude / Allemande / Courante / Sarabande / Gigue / Sarabande / Chacone / Gavotte / Menuett / Bourrée)

- Livre de pièces pour la Guitarre (1686)
  - Suite No. 9 in d-Moll (Prélude / Allemande / Courante / Sarabande / Gigue / Gavotte / Bourrée / Menuett / Passacaille / Menuett)
  - Suite No. 10 in g-Moll (Prélude / Allemande / Courante / Sarabande / Gigue / Menuett / Chacone / Gavotte / Bourrée / Menuett)
  - Sarabande (a-Moll)
  - Gigue (a-Moll)
  - Sarabande (A-Dur)
  - Menuett (A-Dur)
  - Suite No. 11 in h-Moll (Prélude / Allemande / Sarabande / Gigue / Passacaille)
  - Suite No. 12 in e-Moll (Sarabande / Menuett / Passacaille)
  - Menuett (C-Dur)